# Ocotea quixos
El canelillo del Brasil (Ocotea quixos) es una especie de planta con flor en la familia de las Lauraceae. Se distribuye por Colombia y Ecuador.

## Propiedades
De la canela se utiliza la corteza seca del interior de los brotes.
Se considera la canela como estimulante local. Es útil para tratamiento de afecciones gástricas e intestinales por su efecto antiácido. Es recomendado para el tratamiento de gripes y resfriados. Detiene el vómito, alivia la flatulencia y puede ser útil en el tratamiento de la diarrea.
Principios activosLas capacidades curativas de la canela vienen a partir de tres tipos básicos de componentes presentes en los aceites esenciales encontrados en la corteza. Estos aceites contienen los componentes activos llamados: cinamaldehido, acetato de cinamilo y alcohol cinamílico, más una amplia gama de otras sustancias. Contiene además compuestos fenólicos (antioxidantes), es una fuente excelente de fibra, manganeso, hierro y calcio.
Contraindicaciones: Algunas personas desarrollan alergias y dermatitis después de la exposición a la canela. No se recomienda su uso medicinal en mujeres embarazadas.

## Taxonomía
Ocotea raimondii fue descrita por (Lam.) Kosterm. y publicado en Recueil des Travaux Botaniques Néerlandais 35: 90, en el año 1938.
Nombre común
- Castellano: Canela, canela de Ceilán.

Sinonimia
- Borbonia peruviana Juss. ex Steud.
- Laurus quixos Lam.
- Mespilodaphne pretiosa Nees & Mart.
- Nectandra cinnamomoides (Kunth) Nees[4]